# クイニーパターテ
クイニーパターテ（ブルトン語: kouign patatez、ブルトン語で「ジャガイモケーキ」の意）とは、焼いたジャガイモを潰したものに小麦粉を混ぜて作られるブルターニュ地方の料理。伝統的にはそば粉（blé noir、あるいはsarrasinと呼ばれる）が用いられる。出来上がった生地はガレットの形にして、オーブンで焼く。